# Othelais tesselata
Othelais tesselata är en skalbaggsart som först beskrevs av Francis Polkinghorne Pascoe 1866.  Othelais tesselata ingår i släktet Othelais och familjen långhorningar. Inga underarter finns listade i Catalogue of Life.